# Kulczyk (zwyczajny)
Kulczyk (zwyczajny) (Serinus serinus) – gatunek małego ptaka wędrownego z rodziny łuszczakowatych (Fringillidae). Monotypowy.

## Zasięg występowania
Zamieszkuje zachodnią, południową i środkową Europę, północną Afrykę i Bliski Wschód. Populacje południowe osiadłe, północne – wędrowne (przeloty III–V i IX–XI); zimują w południowej i południowo-zachodniej Europie, północnej Afryce, w krajach Lewantu i w Iraku. Poza sezonem lęgowym tworzy stada, często mieszane z czyżami i innymi łuszczakami.
W Polsce liczny ptak lęgowy, w wielu rejonach na północy i zachodzie kraju średnio liczny. Najliczniej występuje na Śląsku i Podkarpaciu oraz na terenach dużych aglomeracji miejskich. Według szacunków Monitoringu Pospolitych Ptaków Lęgowych, w latach 2013–2018 populacja kulczyka w Polsce liczyła 567–749 tysięcy par lęgowych.
Dawniej występował jedynie na obszarach śródziemnomorskich, w XIX wieku rozpoczął ekspansję na północ. Pierwszy lęg na ziemiach polskich odnotowano w połowie XIX wieku.

## Morfologia
WyglądNajmniejszy z europejskich łuszczaków, zbliżony wielkością do czyża. Samce mają kuper, pierś i czoło cytrynowożółte, a brzuch biały. Grzbiet, głowa i boki wyraźnie kreskowane. Przez skrzydła przechodzą dwie jaśniejsze pręgi. Upierzenie samicy podobne do samca, ale bledsze, zielonoszare.
Wymiary średnie
- Długość ciała ok. 11 cm
- Rozpiętość skrzydeł ok. 20 cm
- Masa ciała ok. 12 g

## Ekologia

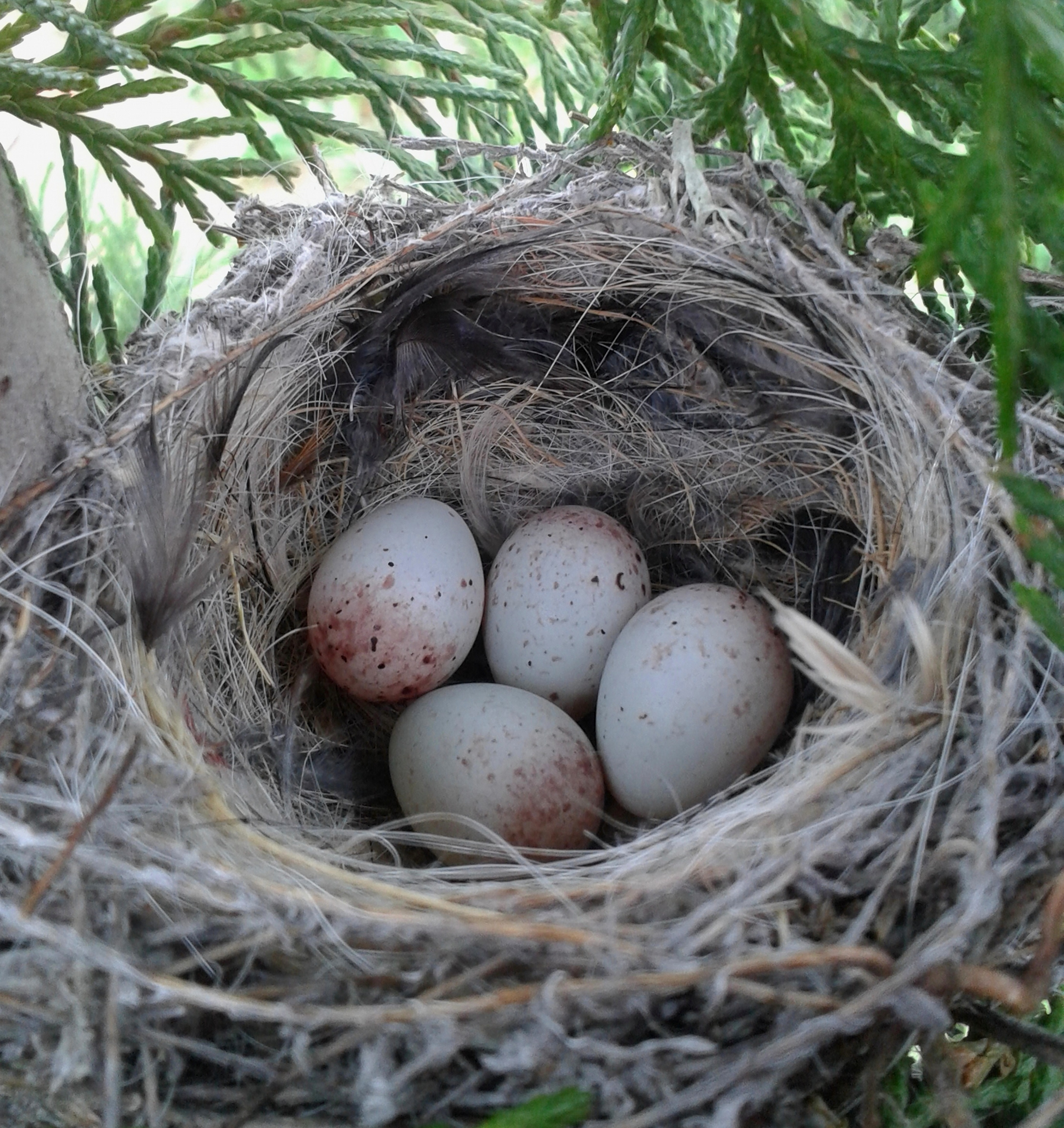
Gniazdo z jajami

BiotopObrzeża borów i lasów mieszanych, parki, sady, ogrody, otwarte przestrzenie ze skąpą, niską roślinnością.
GniazdoStarannie uwite i umieszczone na wysokości 3–8 metrów nad ziemią w okółku bocznej gałęzi.
JajaW maju składa 3–4 jaja o średnich wymiarach 11×16 mm, białe z odcieniem niebieskawym i nielicznymi, słabo widocznymi, czerwonymi plamkami.
Wysiadywanie, pisklętaOd zniesienia ostatniego jaja trwa 10–13 dni. Pisklęta przebywają w gnieździe przez okres 2 tygodni.
PożywienieNasiona, pąki, kiełki, kwiaty oraz małe bezkręgowce.

## Status i ochrona
IUCN uznaje kulczyka za gatunek najmniejszej troski (LC, Least Concern) nieprzerwanie od 1988 roku. Liczebność światowej populacji, obliczona w oparciu o szacunki organizacji BirdLife International dla Europy na rok 2015, zawiera się w przedziale 45–75 milionów dorosłych osobników. Globalny trend liczebności populacji uznawany jest za spadkowy.
Na terenie Polski kulczyk jest objęty ścisłą ochroną gatunkową. Na Czerwonej liście ptaków Polski został sklasyfikowany jako gatunek najmniejszej troski (LC).